# クインシー (イリノイ州)
クインシー(英: Quincy、[ˈkwɪnsi]、KWIN-see)は、アメリカ合衆国イリノイ州アダムズ郡の郡庁所在地。人口は3万9463人（2020年）。"Gem City"（宝石の街）として知られている。
19世紀の間、クインシーは河川舟運や鉄道によって西部やミシシッピ川沿いの多くの目的地と結ばれ、交通の要衝として繁栄した。1870年にはピオリアを凌ぎ、イリノイ州ではシカゴに次いで2番目の規模の都市となった。市にはダウンタウン・クインシー歴史地区、サウスサイド・ジャーマン歴史地区があり、19世紀後半に多くやって来たドイツ系移民の建造物を展示している。
市は全米都市賞を2度受賞している。2010年秋、雑誌「フォーブス」は「子育てをするのに最適な小都市」で市を8位にランク付けした。

## 歴史

### 初期の歴史
ミシシッピ川沿いに位置しているクインシーは、数世紀にわたって開拓者を引き付けてきた。この地域に最初に住んでいたことが知られているのは、イリノイ族（イリニ族）である。数年後、ソーク族、フォックス族、キカプーなど多くの人々が侵入してきた。
ルイ・ジョリエ、ジャック・マルケットやロベール＝カブリエ・ド・ラ・サールらがミシシッピ川上流域を探検した後、フランス人はこの地域に入植した最初のヨーロッパ人となった。毛皮製品は地域の貴重な商品となり、ヨーロッパ人の探検家や商人は北アメリカのフロンティアでの毛皮貿易の成長の見込みに興味を持った。ミシシッピ川は下流へ物を運ぶ高速道路のような役割をし、地域にとって最も重要な交通の資産となった。
1763年に終結した七年戦争の後、大英帝国がイリノイ準州を含めたニューフランスを支配下に置いた。

### 19世紀
イギリスが米英戦争に負け、かつての植民地を取り戻すことに失敗した後、連邦政府は西部への植民の手段として、退役軍人に土地を払い下げた。ピーター・フィンは1819年に退役した軍人のマーク・マクゴワンから土地を取得し、最終的にニューヨーク州モラビア出身のジョン・ウッドに0.65km2の土地を60ドルで売却した。ジョン・ウッドは後にクインシーを設立するが、当時はブラフスという名前だった。
1825年、ブラフスはクインシーに改名し、アダムズ郡の郡庁所在地となった。どちらも大統領選挙に勝利したジョン・クィンシー・アダムズに因んで名付けられた。クインシーは1840年に市として法人化された。
1838年、ミズーリ州知事令44号への調印により、末日聖徒イエス・キリスト教会（モルモン教徒）はミズーリ州での迫害から逃れ、クインシーで保護された。モルモン教徒の避難民は非常に多い人数であったにもかかわらず、住民は食料や宿泊場所を提供した。ジョセフ・スミス・ジュニアはモルモン教徒を64キロメートル上流のノーヴーへ引き連れ、恒久的な住処となることへの希望を抱いた。同じく1838年には、インディアナからカンザスへの移動を強いられたポタワトミ族も保護した。
1850年代から60年代にかけ、蒸気船や鉄道でクインシーと西部が結ばれたことにより、さらなる繁栄をもたらした。1855年のシカゴ・バーリントン・アンド・クインシー鉄道の設立と、鉄道橋の建設は、地域の交通結節点を作り出す原動力となり、商業を推進させた。市の人口が極端に増えたのもこの時期で、1850年の7,000人から1870年には24,000人に急増した。ピオリアの人口を上回り、当時イリノイ州で2番目に大きな都市であった。
1860年、イリノイ州知事のウィリアム・H・ビッセルが在職中に亡くなったため、イリノイ州副知事でクインシーの設立者でもあるジョン・ウッドが知事の職を引き継いだ。当時、彼は利害関係を監視し、また、屋敷（ジョン・ウッド・マンション）を建設した。イリノイ州議会は彼の在職中、クインシーに留まることを許可したので、クインシーは事実上「第二の」州都となった。不在となった州都スプリングフィールドの執務室は、エイブラハム・リンカーンが大統領選の準備をするための場所として提供された。
初期のクインシーにおいて、奴隷は宗教的、社会的に主要な問題となった。クインシーは奴隷州のミズーリ州との間はわずかにミシシッピ川が隔てているのみであり、この問題についてクインシーは政治論争の場となった。筋金入りの奴隷廃止論者であるリチャード・イールズ博士は、1835年にクインシーに家を建設し、シカゴからの逃亡奴隷を保護した。彼の家は地下鉄道の主要な停車場（隠れ家）となった。奴隷制による分断は1858年に頂点を迎え、クインシーでは上院議員スティーブン・ダグラスと対立候補のエイブラハム・リンカーンが争ったリンカーン・ダグラス論争の第6回目の開催地となった。クインシーは全7回の討論会が行われた中では最も大きな都市で、12,000人の聴衆を集めた。
リンカーンとダグラスは1860年の大統領選で再び対決した。クインシーやその周辺では両陣営の選挙運動が行われた。リンカーンのファンと、共和党の私兵組織ワイド・アウェイクスのクインシー支部は、ダグラスの支持者が圧倒的多数を占めていた道中のプレインビルで政治集会を行った。プレインビルでの対決は避けられたものの、ワイド・アウェイクスがクインシーへ戻る途上でダグラスの支持者に撃たれた。結果的に小競り合いとなり、ストーン・プレーリーの暴動として知られるようになった。
南北戦争によって、クインシーに繁栄がもたらされた。市のはるか遠方で戦いが起こったが、クインシーではイリノイ州の志願兵による歩兵連隊が複数（第16、第50、第78、第84、第137、第151）編制された。レコンストラクション時代の後、1886年にクインシーはイリノイ州で最初の退役軍人会の場所に選ばれた。

### クインシーへの移住
クインシーへの初期の移住者は、主としてニューイングランドからより良い環境を求めて移住してきた者で、彼らによって公共教育や奴隷廃止論などの進歩主義がもたらされた。1840年代から、ドイツでの革命やヨーロッパ人の勢力との間での紛争から逃れてきたドイツ人が移住してくるようになった。ドイツ人の移民は概してお互い近くに住み、主に市の南側に定住した。彼らはクインシーの歴史的な建築物の大半に影響を与え、サウスサイド・ジャーマン歴史地区を造った。市の南側はほぼ全ての家庭が牛を飼っていたため、仔牛の町（Calftown）として知られるようになった。
1860年、フランシスコ会の修道士がセントフランシス・ソラヌス大学を設立した。後にクインシー大学となった。

### 20世紀・21世紀

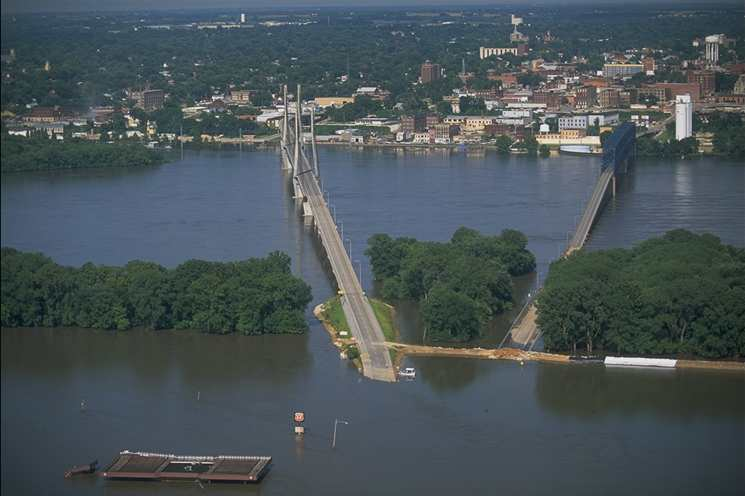
1993年のアメリカ中西部大洪水の時のクインシー。クインシーは断崖によって守られたが、対岸のミズーリ州ウェストクインシーは完全に浸水した。

19世紀を通じて、クインシーはミシシッピ川沿いの田舎町から州で最も重要な河港都市となるまでに成長した。鉄道や蒸気船によって繁栄は続き、クインシーは交通網の発展の恩恵を受けた。ダウンタウン・クインシー歴史地区にある多くの歴史的建造物の多くは20世紀初頭の数十年の間に建設された。市で最初に建てられた高層ビルは、1925年に完成したウェスタン・カトリック・ユニオンビルであった。
自動車の人気が急上昇したことで、船に代わるミシシッピ川を渡る手段を考えることを市は迫られた。自動車が普及する前は、約1マイルの川幅を渡る手段はボートかフェリーが一般的だった。橋が必要となっていたのは明らかだった。1928年、2車線のトラス橋であるメモリアル・ブリッジの建設が始まり、1930年5月に開通した。当初は通行料を徴収していたが、債券を償還したため、1945年から無料となった。
1945年4月12日、クインシーの市街地を竜巻が襲い、裁判所が深刻な被害を受けた。風は建物の屋根を吹き飛ばし、修復不可能にしたほど強かった。竜巻が襲ったのはルーズベルト大統領がなくなったという知らせがクインシー市民の耳に届いたのからわずか数時間後だったため、「ルーズベルトと神がここでパワーアップして闘っている」と冗談を言った住民もいた。
1987年、老朽化したメモリアル・ブリッジの交通量を緩和させるために、斜張橋のベルビュー・ブリッジが建設された。現在、市の西側の交通はベイビュー・ブリッジ、東側の交通はメモリアル・ブリッジと、2つの橋はお互いを補完し合っている。2015年、市制175周年を記念してベイビュー・ブリッジにライトアップが施された。元々は工事用の照明であり、以前は実際に点灯されることはなかった。
アメリカ中西部大洪水の間、川沿いの産業は大きな打撃を受けた。川の水位は警戒水位を4.6メートル超えた9.81メートルを記録した。ベイビュー橋は、オールトンとアイオワ州バーリントン間で唯一通行可能な橋となっていた時期があった。メモリアル・ブリッジは水位が橋のすぐ西側まで迫っていたために6月末から閉鎖された。7月16日、ベイビュー橋の西側のウェストクインシーが水没したため、橋は40日間通行止めになった。
2008年6月の洪水では、市の川沿いのほとんどと断崖に守られていない低地が浸水した。ミシシッピ川は6月22日に最も高い水位を記録した。赤十字社を通じてクインシーやアダムズ郡の自治体への義援金が受け入れられた。
2015年7月13日、スーパーセルからの強いダウンバーストが市を襲った。カイル・ムーア市長は非常事態を宣言した。マディソン・パークをはじめ、多くの木や建物が深刻なダメージを受けた。竜巻によって4万人を超えるクインシー市民のほとんどが停電の被害を受けた。電気が復旧するまでの間に腐ってしまった冷蔵品を処分するために、市は大型のごみ容器を用意した。竜巻が去った後、市の清掃を手伝うために、アイオワ州スーシティなど近隣の自治体からボランティアがやって来た。モルモン教会も市の復旧作業のためにボランティアのチームを派遣した。

## 人口動態
以下は2010年国勢調査による人口統計データである。
| 基礎データ - 人口: 40,633人 - 世帯数: 17,151 世帯 - 家族数: 9,964 家族 - 人口密度: 1,066.0人/km2（2,761.2人/mi2） - 住居数: 18,043 軒 - 住居密度: 476.5軒/km2（1,234.2 軒/mi2） 人種別人口構成 - 白人: 90.8% - アフリカン・アメリカン: 5.4% - ネイティブ・アメリカン: 0.2% - アジア人: 0.9% - その他の人種:0.4% - 混血: 2.2% - ヒスパニック・ラテン系: 1.4% 年齢別人口構成 - 18歳未満: 22.3% - 18-24歳: 10.0% - 25-44歳: 25.8% - 45-64歳: 20.9% - 65歳以上: 19.9% - 年齢の中央値: 38歳 - 性比（女性100人あたり男性の人口） - 総人口: 88.3 - 18歳以上: 85.3 | 世帯と家族（対世帯数） - 18歳未満の子供がいる: 28.6% - 結婚・同居している夫婦: 46.3% - 未婚・離婚・死別女性が世帯主: 11.6% - 非家族世帯: 38.9% - 単身世帯: 33.7% - 65歳以上の老人1人暮らし: 15.3% - 平均構成人数 - 世帯: 2.30人 - 家族: 2.94人 収入と家計 - 収入の中央値 - 世帯: 30,956 米ドル - 家族: 40,718米ドル - 性別 - 男性: 30,734米ドル - 女性: 20,748米ドル - 人口1人あたり収入: 17,479米ドル - 貧困線以下 - 男性: 9.2% - 女性: 12.2% - 18歳以下: 15.2% - 65歳以上: 8.3% |

## 地理
クインシーは北緯39度55分56秒 西経91度23分19秒 / 北緯39.93222度 西経91.38861度に位置している。
クインシーはシーダー川やホーマン川がミシシッピ川に流れ込む地点に形成された、入り江状のクインシー湾に接している。アメリカ合衆国国勢調査局の2010年の調査によると、市域全面積は15.946平方マイル (41.30 km2)、で、このうち陸地は15.91平方マイル (41.21 km2)、水域は0.036平方マイル (0.09 km2)、水域率は0.23%である
。
市はミシシッピ川を見下ろす断崖の上に位置している。ミシシッピ川を挟んで対岸にはミズーリ州ウェストクインシーがあり、広大な氾濫原は主に農地として使われている。市の東側にはクインシー・ヒルズが広がっている。この丘陵はミズーリ州のリンカーン・ヒルズと似て、緩やかな起伏の丘陵、森林、農地などが混在した風景である。市の北側には平原が広がっている。南から南西にかけては、断崖、氾濫原、農地等が存在している。
クインシー小都市圏はアダムズ郡、ミズーリ州ルイス郡に跨っており、人口は計77,314人である。ミズーリ州ハンニバルとも近く、2つの都市を併せてクインシー・ハンニバル広域都市圏としても扱われ、人口は116,000人を数える。2010年の国勢調査によると、この広域都市圏は全米で156番目の規模であった。
地理的には、イリノイ州西部、ミズーリ州北東部、アイオワ州南東部で囲まれた地域において最大の都市で、地域の中心となっている。
クインシーの周辺にはいくつかの郊外地区がある。鉄道や川を挟んで北に位置するノースクインシーは、最も人口の多い郊外地区である。ヒッコリーグローブは州間高速道路172号線を挟んで東側にあるエッジシティである。南側にはマーブルヘッド、西側にはウェストクインシーの町がある。

### 姉妹都市
クインシーは以下の2都市と姉妹都市提携をしている。
- ヘルフォルト（ドイツ）
- 嘉興市（中国）[26][27]

## 経済
ニーマン・フーズ、ガードナー・デンバー、タイタン・ホイール（タイタン・インターナショナル）、Knapheide Manufacturing社などがクインシーに本社を置いている。ゲーツエアー社、ブロードキャスト・エレクトロニクス社の施設も市内にある。ブレッシング病院、クインシー公立学校、タイタン社が市内の大きな雇用主トップ3である。
1978年、既存の産業を維持し、さらに新たに誘致させることを目的としたNPO団体である、グレートリバー経済開発財団を市は組織した。この財団はクインシー・ハンニバル地域を、シカゴ、セントルイス、カンザスシティなどのように際立った特徴のある都市として有名にすることに尽力している。全体的に言えば、クインシーは複数の経済指標において全米平均を下回った状態が続いている。
クインシーの生活費は全米平均よりもはるかに低い。市内の食料品、実用品、その他雑貨などの価格も全米平均を下回っている。2010年秋、雑誌フォーブスの「アメリカで子育てをするのに最も良い15の小都市」で、クインシーは8位にリストアップされた。このランキングは、人口10万人以下の126都市において、通勤時間、高校卒業率、世帯収入の中央値、持ち家率、生活費の5つの指標をもとにQOLを比較したものである。

## メディア
クインシーのテレビ市場はクインシー、ハンニバル、バーリントン、マコーム、キオカクが含まれる。2007年まではインサイト・コミュニケーションズ社によって市場が広く占められていたが、2008年1月からコムキャストがケーブルテレビ事業の主導権を握っている。衛星放送はディレクTV、ディッシュ・ネットワークによって賄われている。
一般的には、クインシーはハンニバルと地理的に近いために組み合わせられ、全米で170番目の規模のテレビ市場である。テレビ放送に関しては、クインシーと周辺地域はABC、CBS、NBC、FOX、The CWの支局によって放送されている。
ラジオ放送はスターラジオ社、クインシー・メディア社等によって手掛けられている。クインシー・メディア社は地域で最もよく読まれているヘラルド・ホイッグ紙も発行している。2006年2月の時点で、クインシーでは17局のFM放送、5局のAM放送、さらにNOAAによる広帯域のラジオ放送を受信することができる。2008年、地域のニュースをウェブ上で配信する、QuincyNews.orgが立ち上げられた。

## 文化
クインシーとその周辺地域は中西部の文化に属しており、ハートランドやラストベルトの影響を受けている。市は芸術を高く評価している。市に拠点を置くマッディ・リバー・オペラ・カンパニーは、クインシー・コミュニティ・シアターで年間を通じて劇やミュージカルの公演を行っている。
ミシシッピ川沿いのほとんどの都市と同じように、ブルースは市に強い印象を与えた。ワシントン・パークでは毎年「ブルース・イン・ザ・ディストリクト」が開催され、観客は入場無料でアーティストの歌や演奏を聞くことができる。
ドッグウッド・フェスティバルは毎年5月初めに開催される、市内の至る所で咲くハナミズキを祝う祭りである。ワシントン・パークには移動遊園地が設置され、メイン・ストリートではパレードが行進する。ワシントン・パークやダウンタウンでは、ファーマーズマーケット、ミッドサマー・アート・フェア、アーリー・ティン・ダスターズ、トーナメント制の3on3のバスケットボール大会であるガス・マッカーなどのイベントが開催され、アクティビティの中心となっている。河岸の地域でも、独立記念日の祭りが行われるなど、人気のあるイベントが年間を通じて開催される。
クインシー・モールとプレーリー・トレイル（郊外のヒッコリーグローブにある）は地域の主要なショッピングセンターである。

## 建築
クインシーには多様で力強い建築物のコレクションがあり、観光地になっている。ダウンタウンの南側にあるサウスサイド・ジャーマン歴史地区では、初期のドイツ系移民が建てた建造物が多く残されている。この地区の中心はディック・ブラザーズの醸造所である。醸造所は1857年に建設され、大手の醸造所に匹敵する規模であった。禁酒法によって醸造所は破産に追い込まれたが、建物は保存され、ロフトや商業スペースなどに改修された。ドイツ系移民の影響を受けた他の例として、れんがで作られた家が地区内に多いことが挙げられる。
クインシー大学のフランシス・ホールもドイツの影響を受けた市の建物の好例である。
サウスサイド地区以外には、メイン・ストリートとイーストエンド地区がクインシーの歴史的な建築物が見られる人気の場所である。かつてはクインシーのエリート層が居を構えており、この地域の多くの建物は主にビクトリア様式の影響を受けている。この場所に住んでいた著名人は、リチャード・ニューカムや市の創設者であるジョン・ウッドなどである。現在、ニューコムの住居はクインシー博物館となっており、雑誌ナショナルジオグラフィックの記事では「アメリカにおいて建築学上最も重要な場所の一つ」と書かれた。市にはヒストリー・ソサエティ・オブ・クインシー＆アダムス郡など、建物の改修を監視し続ける組織が多くあり、住民は19世紀の家並みを見学することができる。
地中海式の建築もクインシーに大きな影響を与えた。1900年、資産家のW・ジョージ・メッツは、モロッコ式の家の設計を建築家のジョージ・ベーレンスマイヤーに依頼した。家はヴィラ・カスリンと呼ばれ、ミシシッピ川を見下ろす崖の上にあった。ヴィラ・カスリンはハーレム、中庭、建物の姿を映し出す池も備えた豪邸で、お城のような外見である。現在、ヴィラ・カスリンはビジターセンターとなっている。

## 教育

### 大学・専門学校
- クインシー大学 - 1860年設立のカトリック系大学
- ジョン・ウッド・コミュニティカレッジ - 市の東側にあるコミュニティ・カレッジ
- バテロット・カレッジ - 市の北部にキャンパスがある、工業系の専門学校
- ジェム・シティ・カレッジ - 市の中心部に位置している
- ブレッシング・リーマン看護学校 - ブレッシング病院に隣接している

### 高校
- クインシー高校 - メイン・ストリートに位置している
- クインシー・ノートルダム高校 - カトリック系の私立高校

## 交通

### 高速道路
州間高速道路72号線は市の19キロメートルほど南を通過している。72号線の分岐線である州間高速道路172号線は、市の東端部を通過している。ショッピングモールのプレーリー・トレイルは市の東部において発展の中心となっている。イリノイ州道104号線はミシシッピ川に架かる橋から州間高速道路172号線までを東西に結ぶ幹線道路である。イリノイ州道96号線は南東方向から北へと市を縦貫し、アメリカ国道24号線へ接続する。イリノイ州道57号線はアメリカ国道24号線から南へ分岐し、クインシー市民センターを通過して市のさらに南東で州間高速道路172号線へ接続する。イリノイ州道96号線はミシシッピ川に沿ったグレートリバーロードでもある。アメリカ国道24号線を通って東へ行くにはクインシー・メモリアル・ブリッジ、西へ行くにはベイビュー・ブリッジと、2つの橋でミズーリ州と結ばれている。1986年に建設されたベイビュー・ブリッジは、予算が削減されたために4車線では整備されなかった。橋のケーブルは4車線の橋の建設には耐えられない構造になっている。
ミシシッピ川を越えたミズーリ州側には、セントルイスとミネアポリス・セントポール都市圏を結ぶ4車線の高速道路である、アベニュー・オブ・ザ・セインツ（Avenue of the Saints）が通っている。セントルイスとセントポールを結んでいることから、このような名前が付けられた。

### 航空
クインシー地域空港は市の境界から約8キロメートル東にある。最長2,163メートルの3本の滑走路を有している。市はセントルイスに近いことから、ケープエアーは毎日5往復（金曜日は6往復）両都市間を1時間以内で結ぶ便を運航している。アメリカン航空との共同運航便もある。

### アムトラック
アムトラックのクインシー駅が市の北部にある。クインシーとシカゴのユニオン駅間を走る、イリノイ・ゼファーとカール・サンドバーグの2つの列車が乗り入れている。イリノイ・ゼファーはクインシーを朝早くに出発し、夜に戻ってくる。一方、カール・サンドバーグは正午頃に到着し、夕方に再び出発する。

### 貨物列車
バーリントン・ノーザン・サンタフェ鉄道とノーフォーク・サザン鉄道は貨物列車を毎日運行している。バーリントン・ジャンクション鉄道はクインシーをはじめ、アイオワ州、イリノイ州、ミズーリ州の各所で事業を行っているショート・ラインである。

### 河川交通
クインシーは年間を通じて艀による輸送ができるミシシッピ川の河港としては、最も北にある。サウスクインシー開発地区には市営の桟橋がある。ミッドアメリカ・インターモーダル・ポートは、インターモーダル輸送のための港湾施設に数百万ドルを支援する取り組みをしている。

### バス
クインシー・トランジット・ラインズは市内を巡るパラトランジットの路線バスである。バスは4つの路線があり、各路線はさらに2つの支線に分かれている。月曜日から土曜日は、6時から18時まで運行している。日曜・祝日は北ルートと南ルートの2つの路線のみで運行している。
アムトラックのクインシー駅がある、ウィスマン・レーンと30番ストリートの交差点周辺には4つのバス停がある。

## 著名な出身者
- メアリー・アスター - 女優
- ヘンリー・コルカー - 俳優
- タッド・ヒルゲンブリンク - 俳優
- ポール・ティベッツ - エノラ・ゲイの機長
- カレン・ケムナー - バレーボール選手
- リック・ラッシェル - 野球選手
- トーマス・ウィスマン - バスケットボール指導者